# 李藻 (嗣舒王)
李藻（?—?），唐朝宗室，唐高祖的，舒王李元名的玄孙，豫章郡王李亶的曾孙，嗣舒王李津的孙子，嗣舒王李適的儿子，两唐书以李藻为李万的儿子。
天宝二年（743年）李万去世，李藻嗣舒王。大历十四年（779年），唐代宗之孙李谟封舒王，担任泾原节度大使。建中元年（780年）八月，唐德宗改封嗣舒王李藻为嗣郢王，官至太子詹事。李藻之子李佑（767年—844年），嗣郢王，在《旧唐书》穆宗本纪和敬宗本纪都误作李佐。